# Nadia Boussetta
Nadia Boussetta (arabe : نادية بوستة) est une actrice tunisienne, notamment connue pour avoir joué le rôle de Rym Ben Ahmed dans la série télévisée Maktoub.

## Filmographie

### Cinéma

#### Longs métrages
- 2006 : Bin El Widyene de Khaled Barsaoui
- 2011 : Histoires tunisiennes de Nada Mezni Hafaiedh
- 2013 :
  - Les Épines du jasmin de Rachid Ferchiou
  - Jeudi après-midi de Mohamed Damak
- 2016 : Woh ! d'Ismahane Lahmar : Amani
- 2020 : La Fuite de Ghazi Zaghbani

#### Courts métrages
- 2006 :
  - Ordure de Lotfi Achour
  - Le Bonheur ? de Mohamed Ben Becher
- 2008 : Le Projet de Mohamed Ali Nahdi
- 2010 : Fil Bidaya de Sadri Jemail : Infirmière 2
- 2011 : Bulles (Raghoua) de Karim Bessaissa
- 2012 : Case départ de Karim Belhadj : Donia
- 2016 : La Suite sans suite de Slown

### Télévision

#### Séries tunisiennes
- 2003 : Chez Azaïez de Slaheddine Essid (invitée d'honneur de l'épisode 9) : Siwar
- 2006 : Choufli Hal (saison 2) de Slaheddine Essid (invitée d'honneur de l'épisode 1) : la masseuse
- 2008-2012 : Maktoub (saisons 1-3) de Sami Fehri : Rym Ben Ahmed
- 2010 : Donia de Naïm Ben Rhouma : Donia
- 2014 : Talaa Wala Habet de Majdi Smiri
- 2015 : Bolice de Majdi Smiri (épisodes 14, 15 et 16 de la saison 1) : Sonia Jazzar
- 2019 : Affaire 460 de Majdi Smiri : Laila Haddad
- 2021-2022 : Harga (ar) de Lassaad Oueslati : Chadia (mère de Rabii)
- 2022 : Ken Ya Makenech (saison 2) d'Abdelhamid Bouchnak
- 2023 : Djebel Lahmar de Rabii Tekali : Détective Ines

#### Séries étrangères
- 2007 : Heroes and Villains (en) pour la BBC : femme de Spartacus
- 2008 : House of Saddam : serveuse

### Vidéos
- 2007 : spot publicitaire pour la marque d'huiles végétales tunisienne Nejma
- 2011 : I Love Tunisia, the place to be now de Mohamed Ali Nahdi et Majdi Smiri
- 2012 : spot publicitaire pour le fournisseur tunisien d'accès à Internet Topnet
- 2013 : Matadhrabnich (Ne me frappe pas), campagne pour la réforme du système policier
- 2014 : Frozen Lips, clip des Headshot

## Théâtre
- 2009 : La Fille du général du théâtre national, d'après Hedda Gabler de Henrik Ibsen, traduite par Mohamed Driss et mise en scène de David Gauchard
- 2012 : Zanket Nsa, adaptation tunisienne de la pièce Le Clan des divorcées sur une mise en scène de Sami Montacer
- 2018 : La fuite de Ghazi Zaghbani
- 2019 : Cicatrice de Ghazi Zaghbani